# Манявка (річка)
Манявка — гірська річка в Україні, у Рожнятівському районі Івано-Франківської області. Ліва притока Чечви, (басейн Дністра).

## Опис
Довжина річки 11 км, похил річки 13 м/км, площа басейну водозбору 38,9 км², найкоротша відстань між витоком і гирлом — 8,65 км, коефіцієнт звивистості річки — 1,27.

## Розташування
Бере початок на північно-західній стороні від села Ілемня. Тече переважно на північний схід через Грабів та Лоп'янку і впадає у річку Лімницю, праву притоку Дністра.
Притоки: Крива (ліва), Лозочний (права).

## Цікавий факт
- На лівому березі річки розташоване заповідне урочище «Нягра».